# Systellaspis guillei
Systellaspis guillei is een garnalensoort uit de familie van de Oplophoridae. De wetenschappelijke naam van de soort is voor het eerst geldig gepubliceerd in 1987 door Crosnier.